# باسل البحراني
باسل البحراني مواليد 23 يناير 1995 في الأحساء، السعودية، هو لاعب كرة قدم سعودي يلعب لالنادي العربي.

## مسيرة اللاعب
لعب في نادي الفتح ونادي الباطن والنادي العربي.